# Batalha de Vítkov

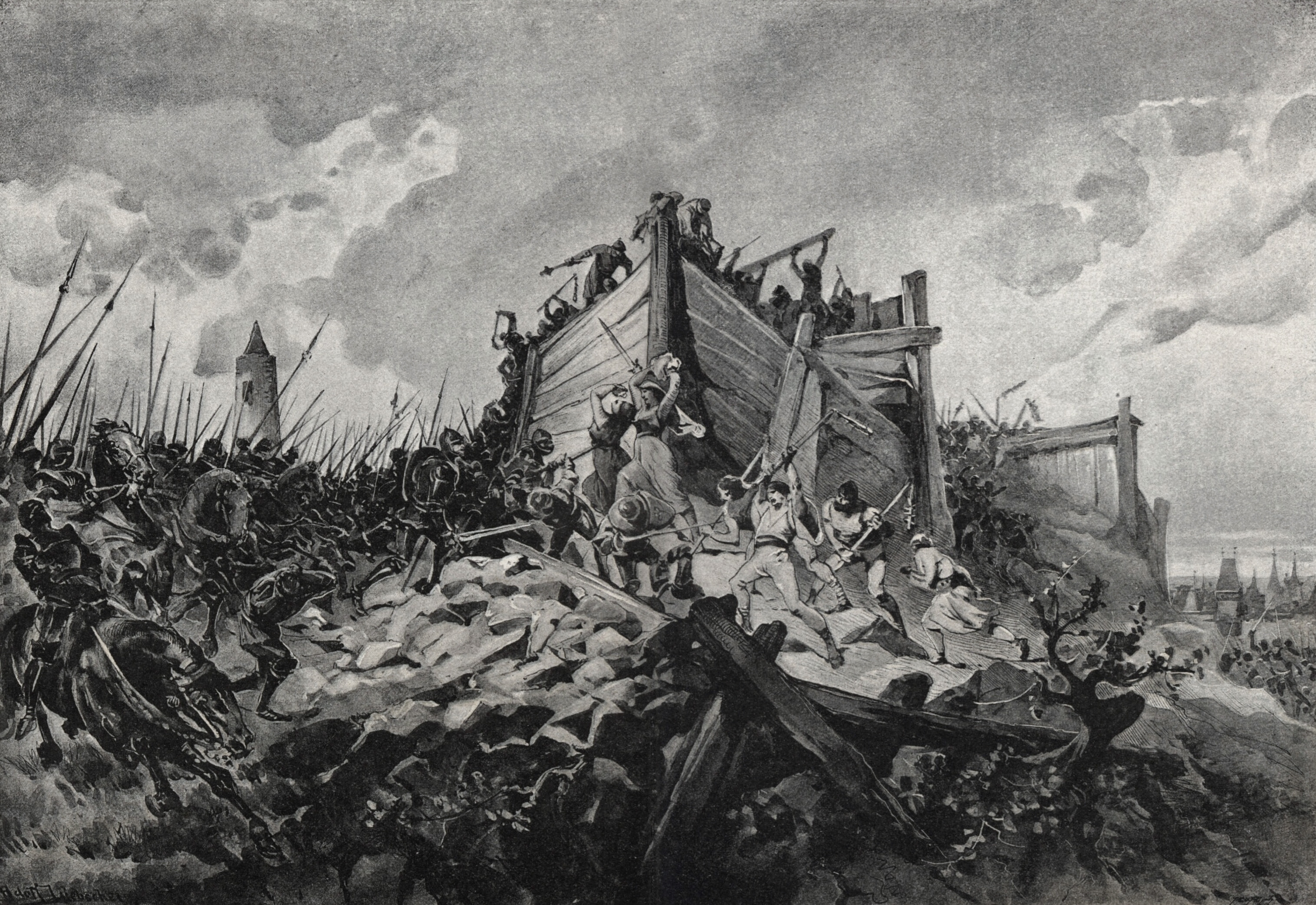
Representação do final do século 19 do conflito pelo artista tcheco Adolf Liebscher

A Batalha de Vítkov foi uma parte das Guerras Hussitas. A batalha opôs as forças de Sigismundo, Sacro Imperador Romano-Germânico, contra as forças hussitas sob o comando de João Žižka. O Monte Vítkov estava localizado na periferia da cidade de Praga e a batalha ocorreu em um vinhedo estabelecido pelo pai de Sigismundo, Carlos IV. Terminou com uma vitória decisiva dos hussitas.

## Antecedentes
Em 1 de março de 1420, o papa Martinho V publicou uma bula papal na qual ordenou que Sigismundo e todos os príncipes orientais tivessem que organizar uma cruzada contra os seguidores hussitas de Jan Hus, John Wycliffe e outros hereges. Em 15 de março, em Breslávia, o imperador Sigismundo ordenou a execução de Jan Krása, um hussita e líder da Revolta de Breslávia em 1418. Em 17 de março, o legado papal Fernando de Palacios publicou a bula em Breslávia. Então, a facção utraquista dos hussitas entendeu que não chegaria a um acordo com ele. Eles se uniram aos hussitas taboritas e decidiram se defender contra o imperador.
Os cruzados reuniram seu exército em Świdnica. Em 4 de abril, as forças taboritas destruíram as forças católicas em Mladá Vožice. Em 7 de abril, os taboritas, comandados por Nicolau de Hus, capturaram Sedlice, e mais tarde capturaram Písek, Castelo de Rábí, Strakonice e Prachatice. No final de abril, o exército cruzado cruzou a fronteira boêmia. No início de maio, eles capturaram Hradec Králové. Em 7 de maio, Čeněk de Wartenberg cercou Hradčany.

### Batalhas em Benešov e perto de Kutná Hora
A força cruzada de 400 infantaria e cavaleiros, comandada por Pedro de Sternberg, tentou defender Benešov dos taboritas. Após a batalha, as forças cruzadas foram destruídas e a cidade foi queimada. Perto de Kutná Hora, as forças cruzadas, comandadas por Janek z Chtěnic e Pippo Spano (Filippo Scolari), atacaram as formações dos taboritas, sem sucesso.
Em 22 de maio, as forças taboritas entraram em Praga. João Žižka destruiu a coluna de socorro dos cruzados, que tinha que garantir suprimentos que foram enviados para Hradčany e Vyšehrad. Enquanto isso, o exército cruzado capturou Slaný, Louny e Mělník.

## Batalha

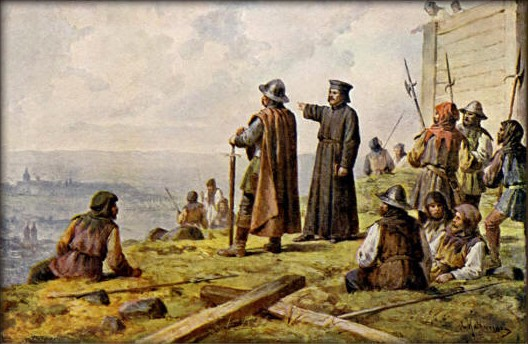
Ilustração do final do século 19 de Jan Žižka com um padre olhando para Praga no Monte Vítkov.

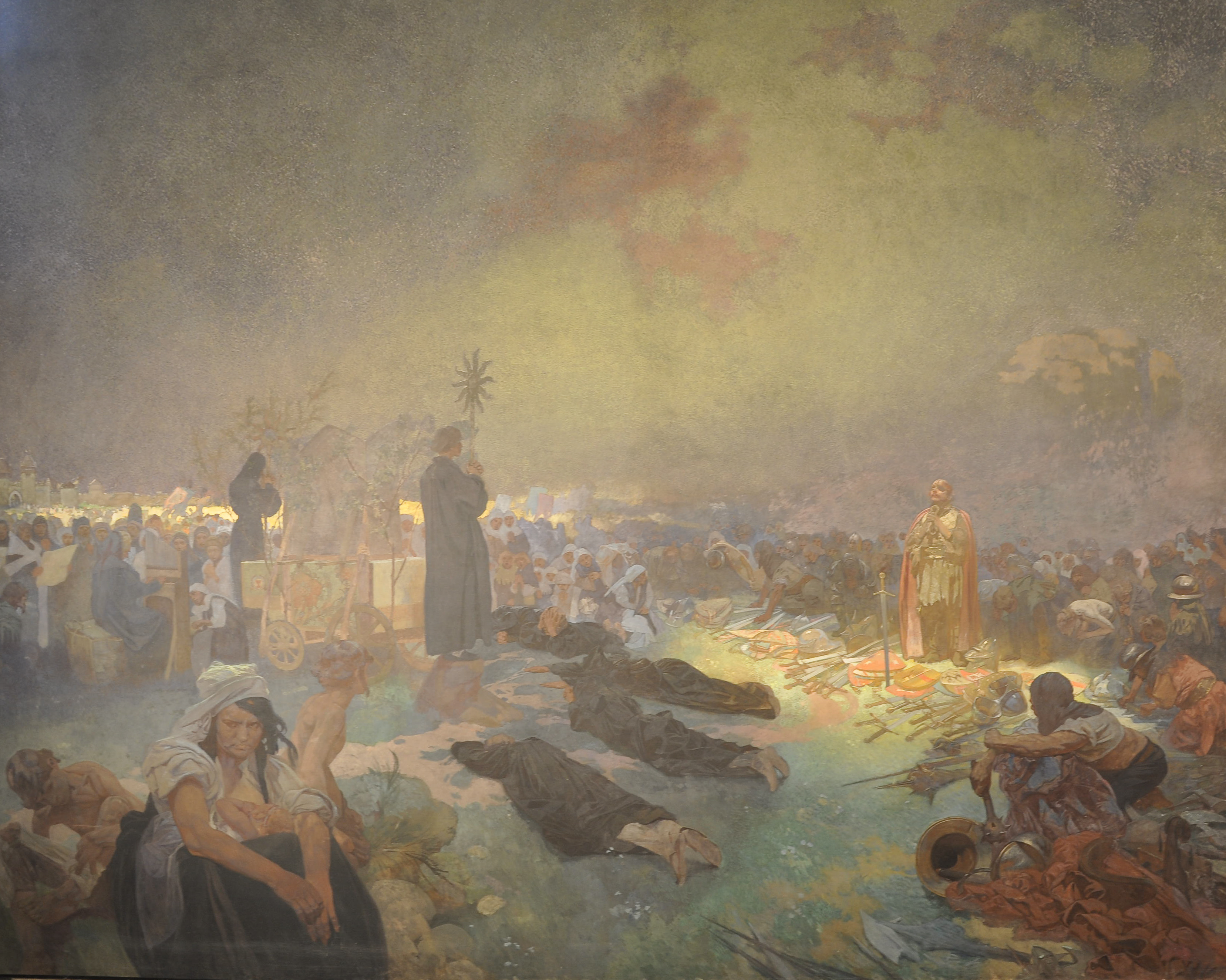
Depois da Batalha de Vítkov (1923), de Alphonse Mucha, A Epopeia Eslava

O cerco de Praga começou em 12 de junho. As forças dos cruzados foram relatadas contemporaneamente por cronistas como sendo de 100 a 200 mil soldados, mas de acordo com o historiador moderno Victor Verney, era significativamente menor, provavelmente apenas cerca de 80 mil soldados. Quando os cruzados se aproximaram da cidade, eles sabiam que um ataque direto às muralhas seria desastroso, então planejaram cercá-la. Para fazer isso, todas as fortificações ao redor de Praga precisariam ser destruídas ou ocupadas. Os cruzados empenharam a maior parte de suas forças nessas incursões na tentativa de evitar que os defensores em pontos-chave fossem reforçados pela guarnição de Praga.

### Monte Vítkov
Uma das mais importantes dessas fortificações ao redor de Praga foi a Colina Vítkov, que dominava a área a leste de Praga e tinha vista para as estradas necessárias para as linhas de abastecimento dos cruzados. As fortificações na colina eram feitas principalmente de madeira, com as paredes reforçadas com pedra e barro e fossos cavados em torno da base da colina. Na parte sul da colina havia uma torre independente feita de madeira, e o flanco norte restante estava coberto por um penhasco íngreme. Tradicionalmente, dizia-se que as fortificações eram defendidas por Žižka com apenas 26 homens e 3 mulheres sob seu comando, mas provavelmente era maior - 60 ou mais soldados, de acordo com J. Durdik - e não está claro se Žižka estava na colina. Os homens que estavam no morro estavam armados, em sua maioria, com armas de fogo e espingardas. Em 13 de julho, a cavalaria dos cruzados atravessou o rio Vltava e começou seu ataque ao anel externo de fortificações. Vítkov Hill foi atacada por um destacamento de cavalaria austríaca e Meissen sob o comando de Heinrich de Isenburg, governador de Meissen. Uma hora antes do pôr-do-sol, os cavaleiros avançaram do sul em direção à colina, mas o terreno e as fortificações da colina os forçaram a percorrer um caminho estreito e os impediram de utilizar seu maior número. A tenacidade dos defensores segurou os atacantes por algum tempo, mas os hussitas foram lentamente empurrados para trás. Pouco depois, reforços da guarnição da Cidade Nova se separaram e seguiram em direção ao Monte Vítkov, flanqueando os cavaleiros e atacando através dos vinhedos na encosta sul.  Presos entre o contra-ataque e o penhasco íngreme na encosta norte, os cruzados rapidamente entraram em pânico quando foram forçados a sair da colina e começaram a ruir. Enquanto recuavam, muitos cavaleiros se afogaram no Vltava.
A batalha foi uma vitória clara para os hussitas. Os cruzados perderam entre 400-500 cavaleiros. Em honra da batalha, Vítkov Hill foi renomeado Žižkov em homenagem a João Žižka. Como consequência da vitória hussita sobre Vítkov, os cruzados perderam qualquer esperança de submeter a cidade à fome e seu exército se desintegrou. O Monumento Nacional ainda existe na colina e, em 2003, as autoridades locais estavam tentando replantar o vinhedo.
Sigismundo e suas tropas então mantiveram os castelos de Vyšehrad e Hradčany. No entanto, eles logo capitularam, e Sigismundo teve que se retirar de Praga. Os cruzados mais tarde se retiraram para Kutná Hora e começaram a guerra local.